# Singapore i olympiska sommarspelen 1988
Singapore deltog i de olympiska sommarspelen 1988 med en trupp, men ingen av landets deltagare erövrade någon medalj.

## Segling
- Chan Joseph
- Siew Shaw Her